# Dodgers d'Oklahoma City
Les Dodgers d'Oklahoma City (en anglais : Oklahoma City Dodgers) sont une équipe de ligue mineure de baseball basée à Oklahoma City, dans l'État américain d'Oklahoma.
Affiliés depuis la saison 2015 aux Dodgers de Los Angeles de la Ligue majeure de baseball, ils jouent au niveau Triple-A en ligue de la côte du Pacifique. Fondées en 1962 sous le nom des 89ers d'Oklahoma City, ils deviennent les RedHawks d'Oklahoma City en 1998 et emménagent la même année au Chickasaw Bricktown Ballpark (13 066 places).

## Histoire
La franchise est créée en 1962 comme membre de l'Association américaine. Elle y joue une saison, puis rejoint la ligue de la côte du Pacifique en 1963. Dès sa première année de présence dans cette ligue, Oklahoma City remporte le titre, puis renouvelle cette performance en 1965. En PCL Jusqu'en 1968, Oklahoma City retrouve l'American Association de 1969 à 1996. Les 89ers gagnent deux titres en 1992 et 1996, juste avant de rejoindre la PCL après l'arrêt de l'American Association (1997).
La franchise d'Oklahoma City fut d'abord affiliée aux Colt .45's de Houston, puis aux Indians de Cleveland, aux Phillies de Philadelphie, et de 1983 à 2010, aux Rangers du Texas. De 2011 à 2014, les RedHawks sont affiliés aux Astros de Houston. Leur affiliation aux Dodgers de Los Angeles entraîne leur changement de nom et d'image en décembre 2014.

## Palmarès
- Champion de la ligue de la côte du Pacifique (AAA) : 1963, 1965
- Champion de l'Association américaine (AAA) : 1992, 1996

## Galerie

Ancien logo
Ancien logo